# Pangaert d'Opdorp

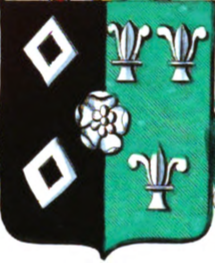
Wapen van de familie Pangaert d'Opdorp

Pangaert d'Opdorp was een Zuid-Nederlandse en Belgische adellijke familie uit Brabant.

## Geschiedenis
- In 1729 verleende keizer Karel VI erfelijke adel aan de overleden Pierre-Joseph Pangaert, ontvanger-generaal van het medianaat, vader van Jean-Baptiste en François Pangaert, met verlening van de riddertitel aan beide broers.

## François Pangaert
- François Joseph Antoine Pangaert (Brussel, 9 september 1774 - aldaar, 21 mei 1857), kleinzoon van Jean-Baptiste (hierboven), zoon van Pierre-Joseph Pangaert en van Anne Aerts, vrouwe van Opdorp, werd in 1845 in de Belgische erfelijke adel erkend. Hij trouwde in Brussel in 1814 met Angéline van den Cruyce (1775-1816), een huwelijk dat kinderloos bleef. Hij hertrouwde in Mechelen in 1818 met Adelaïde de Meester (1784-1839), dochter van de Mechelse schepen Jean de Meester en van Marie-Anne du Trieu.
  - Egide Pangaert (1823-1903) verkreeg vergunning in 1885 om d'Opdorp aan de familienaam toe te voegen en in 1886 kreeg hij de riddertitel, overdraagbaar bij eerstgeboorte. Hij trouwde in 1849 in Brussel met Marie-Octavie de Roovere de Roosemersch Zype (1827-1854) en hertrouwde in 1857 in Brasschaat met Léontine de Baillet (1821-1902), dochter van graaf Augustin de Baillet en Joséphine Moretus. Hij was provincieraadslid en gedeputeerde voor Brabant.
    - François Pangaert d'Opdorp (1850-1910) trouwde in 1872 in Luik met Marguerite de Geradon (1852-1933).
      - Robert Pangaert d'Opdorp (1875-1925), trouwde in 1921 in Etterbeek met Cecile du Roy de Blicquy (1899-1981).
        - Robert Pangaert d'Opdorp (1925-2017), ambassadeur. In 1969 kreeg hij de titel baron, overdraagbaar bij eerstgeboorte. Hij trouwde in Watermaal-Bosvoorde in 1957 (gescheiden in 1978) met barones Micheline Van Zeeland (1930-2004), dochter van burggraaf Paul van Zeeland, Belgisch eerste minister. Hij hertrouwde in 1981 in Casablanca met Anne de Creeft (1935- ). Uit het eerste huwelijk had hij vijf kinderen. Bij gebrek aan verdere mannelijke afstammelingen doofde de familie uit.

  - Leon Pangaert (1824-1902) kreeg in 1885 vergunning om d'Opdorp aan de familienaam toe te voegen. Hij trouwde in 1852 in Cortil-Noirmont (echtscheiding in 1869) met Zoé de Brou de la Wastine (1834-1884).
    - Artur Pangaert d'Opdorp (1853-1896), cavalerieofficier, trouwde in Jabbeke in 1881 met Julienne Caïmo (1862-1894). Ze kregen drie dochters, en is deze familietak uitgedoofd.